# Saint-Julien-de-Cassagnas
Saint-Julien-de-Cassagnas è un comune francese di 649 abitanti situato nel dipartimento del Gard, nella regione dell'Occitania.

## Società

### Evoluzione demografica
Abitanti censiti